# Cnodalia
Cnodalia Thorell, 1890 è un genere di ragni appartenente alla famiglia Araneidae.

## Etimologia
Il nome deriva dal greco κνὼδων, knòdon, cioè gancio, stiletto, artiglio, in quanto è provvisto di un lungo artiglio sul primo e sul secondo tarso che utilizza per afferrare e trattenere le prede.

## Distribuzione
Le quattro specie oggi note di questo genere sono state rinvenute in Asia orientale: la C. harpax è stata reperita a Sumatra e in Giappone, le altre tre sono endemiche della Cina.

## Tassonomia
A maggio 2011, si compone di quattro specie:
- Cnodalia ampliabdominis (Song, Zhang & Zhu, 2006) — Cina
- Cnodalia flavescens Mi, Peng & Yin, 2010 — Cina
- Cnodalia harpax Thorell, 1890[2] — Sumatra, Giappone
- Cnodalia quadrituberculata Mi, Peng & Yin, 2010 — Cina